# Yuriy Boyko
Yuriy Boyko (ucraniano: Юрій Анатолійович Бойко) es un político ucraniano que se desempeñó como Vice primer ministro de Ucrania desde el 24 de diciembre de 2012 hasta el 27 de febrero de 2014, anteriormente fue ministro de Combustibles y Energía de Ucrania de 2006 a 2007 y de 2010 a 2012.

## Biografía
Yuriy Boyko nació el 9 de octubre de 1958, en Horlivka, óblast de Donetsk . Está casado, junto con su esposa Vera con quien tienen 6 niños. Boyko juega hockey sobre hielo, fútbol, le gusta el esquí acuático y windsurf. Al parecer Boyko y el empresario polémico Dmytro Firtash "son asociados cercanos".

### Educación
En 1981 Boyko se graduó en el Instituto de Tecnología Química de Moscú llamado Dmitry Mendeleev (con título de ingeniero químico), y en 2001 se graduó de la Universidad del Este de Ucrania (con título de ingeniero-economista).

### Política
Boyko fue Viceministro de Combustibles y Energía en el gabinete de Viktor Yanukovich (21 de noviembre de 2002 - 7 de diciembre de 2004 ). A finales de julio de 2004 fue nombrado en un comité de coordinación para RosUkrEnergo.
El 23 de abril de 2005 fue elegido el presidente del Partido republicano de Ucrania (RPU). Durante las elecciones parlamentarias de Ucrania en 2006, el RPU se unió a la Oposición Bloc "Ne Tak!", Sin embargo, no tuvo éxito para alcanzar el umbral electoral del 3% requerido por la ley. En el verano de 2005, el presidente Viktor Yushchenko impidió a Boyko ser arrestado por abuso de autoridad cuando se dirigía a Naftogaz. Esta detención fue ordenada por el presidente del Servicio de Seguridad de Ucrania Oleksandr Turchynov. El 4 de agosto de 2006, fue nombrado ministro de Combustibles y Energía (en el gobierno de Viktor Yanukovych). El 18 de diciembre de 2007 fue destituido como ministro de Combustibles y Energía de Ucrania debido a las elecciones para las sextas elecciones parlamentarias.

## Evaluación
En junio de 2019, antes de las elecciones parlamentarias en la Verkhovna Rada, Boyko ocupó el primer lugar entre los posibles primeros ministros (13%), derrotando a Tymoshenko (11%) y Groysman (10%).

## Familia
Tiene tres hijos y tres hijas.